# Dvorci Augustusburg i Falkenlust
Dvorci Augustusburg i Falkenlust u Brühlu, Sjeverna Rajna-Vestfalija (Njemačka), su iznimni rokoko dvorci povezani prostranim Schlossparkom. Smješteni u idiličnom vrtnom pejzažu, dvorci Augustusburg (rezidencija Kölnskog princa-nadbiskupa) i lovačka loža Falkenlust su najraniji primjeri rokoko arhitekture u Njemačkoj i kao takvi su 1984. god. upisani na UNESCOv popis mjesta svjetske baštine u Europi.
Augustusburg je izgrađen početkom 18. stoljeća po nalogu Kölnskog nadbiskupa i izbornog princa Clemensa Augusta Bavarskog (1700. – 1761.) iz obitelji Wittelsbach.  Arhitekti Johann Conrad Schlaun i François de Cuvilliés su dizajnirali dvorac Augustusburg kao građevinu u obliku slova U s tri kata i dva nivoa potkrovlja. Veličanstveno stubište je dizajnirao Johann Balthasar Neumann, a izniman park je djelo Dominique Girard koji je dizajnirao i raskošni cvjetni vrt južno do dvoraca koji je 1800. god. rekonstriurao Peter Joseph Lenné i pretvorio ga u pejzažni vrt. Pokušaji da se renovira ovo područje pokazalo se kao iznimno težak zadatak zbog nekvalitetnog materijala u okolici. 
Falkenlust je izgradio François de Cuvilliés od 1729. do 1740. god. u stilu lovačke lože Amalienburg u parku dvorca Nymphenburg.
Nedugo nakon Drugog svjetskog rata, sve do 1994. god., kako je jako blizu Bonna, tadašnjeg glavnog grada Republike Njemačke, Augustusburg je korišten kao prijemna dvorana za goste Njemačkih predsjednika. Dvorci s parkom su također i mjesto održavanja godišnjih dvorskih koncerata u Brühlu.
Od 2001. god., uprava dvoraca posjetiteljima, uz standarni obilazak kompleksa, nudi i posebne tematske obilaske po cijeni od 5 eura. U blizini se nalazi i muzej Max Ernsta.